# Allstakan
Allstakan är en by i Gunnarskogs socken i Arvika kommun. Från 2015 avgränsar SCB här en småort. Allstakan ligger ungefär 20 km ifrån den norska gränsen. Namnet härledas av det ursprungliga dialektordet "åle", i äldre tider omväxlande med al (i värmlandsdialekt även ål) i betydelsen alskog, samt taka = intaga.